# 우크라이나의 주
우크라이나의 주는 24개가 있다. 이들 주는 여러 개의 군으로 나뉜다.

## 목록
| 1. 체르카시 주 2. 체르니히우 주 3. 체르니우치 주 1. 드니프로페트로우스크 주 2. 도네츠크 주 3. 이바노프란키우스크 주 4. 하르키우 주 5. 헤르손 주 6. 흐멜니츠키 주 7. 키로보흐라드 주 8. 키이우 주 9. 루한스크 주 | 1. 리비우 주 2. 미콜라이우 주 3. 오데사 주 4. 폴타바 주 5. 리우네 주 6. 수미 주 7. 테르노필 주 8. 빈니차 주 9. 볼린 주 10. 자카르파탸 주 11. 자포리자 주 12. 지토미르 주 | Oblasts of Ukraine |

1. 크림 자치 공화국 (주에 해당하지 않음)

## 같이 보기
- 우크라이나의 행정 구역